# Ololygon carnevallii
Ololygon carnevallii é uma espécie de anfíbio da família Hylidae. Endêmica do Brasil, onde pode ser encontrada apenas no vale do rio Doce no estado de Minas Gerais.